# Nipponaclerda leptodermis
Nipponaclerda leptodermis är en insektsart som beskrevs av Wang och Zhang 1994. Nipponaclerda leptodermis ingår i släktet Nipponaclerda och familjen Aclerdidae. Inga underarter finns listade i Catalogue of Life.